# Lošinj - uvala Pijeska
Lošinj - uvala Pijeska este o arie protejată (sit de importanță comunitară — SCI) din Croația întinsă pe o suprafață de 8,08 ha, integral marine.

## Localizare
Centrul sitului Lošinj - uvala Pijeska este situat la coordonatele 44°29′11″N 14°30′28″E / 44.486297°N 14.507718°E.

## Înființare
Situl Lošinj - uvala Pijeska a fost declarat sit de importanță comunitară în iulie 2013 pentru a proteja un număr necunoscut de specii din flora spontană și fauna sălbatică aflate în arealul zonei.

## Biodiversitate
Situată în ecoregiunea marină mediteraneană, aria protejată conține 2 habitate naturale: Golfuri mici largi și golfuri puțin adânci, Terase mlăștinoase și terase nisipoase neacoperite de apă la reflux.
La baza desemnării sitului se află un număr nedeclarat de specii protejate.